# 红雀珊瑚属
红雀珊瑚属（学名：Pedilanthus）是大戟科下的一个属，为肉质灌木植物。该属共有约14种，分布于热带美洲。

## 物种
本属包括以下物种：
- Pedilanthus bracteatus
- 铁杆丁香 Pedilanthus carinatus
- 红雀珊瑚 Pedilanthus tithymaloides
- 蜈蚣珊瑚 Pedilanthus cv. Nanus